# Bañando al caballo rojo
Bañando al caballo rojo (en ruso: Купание красного коня, romanizado: Kupánie krásnogo koniá) es una pintura del artista ruso Kuzmá Petrov-Vodkin. Pintado en 1912, se convirtió en un hito para el artista y le dio fama mundial.

## Cuadro

### Historia de la creación
En el verano de 1912, Petrov-Vodkin vivía en el Región del Volga, en Jvalynsk, hoy en óblast de Sarátov de Rusia. La primera y la segunda versión del cuadro fueron pintadas por él en la granja Mishkina Pristan, a pocos kilómetros del pueblo de Gusevka, hoy en óblast de Volgogrado. De esta etapa de obra se conservan varios bocetos con las figuras de un niño y un caballo. La primera versión de la pintura fue destruida o grabada por el autor, la segunda se conoce por una fotografía en blanco y negro. En ambos había una cuarta figura sosteniendo el caballo por delante.
Al regresar a San Petersburgo en otoño, Petrov-Vodkin comenzó a trabajar en la tercera y última versión de la película.

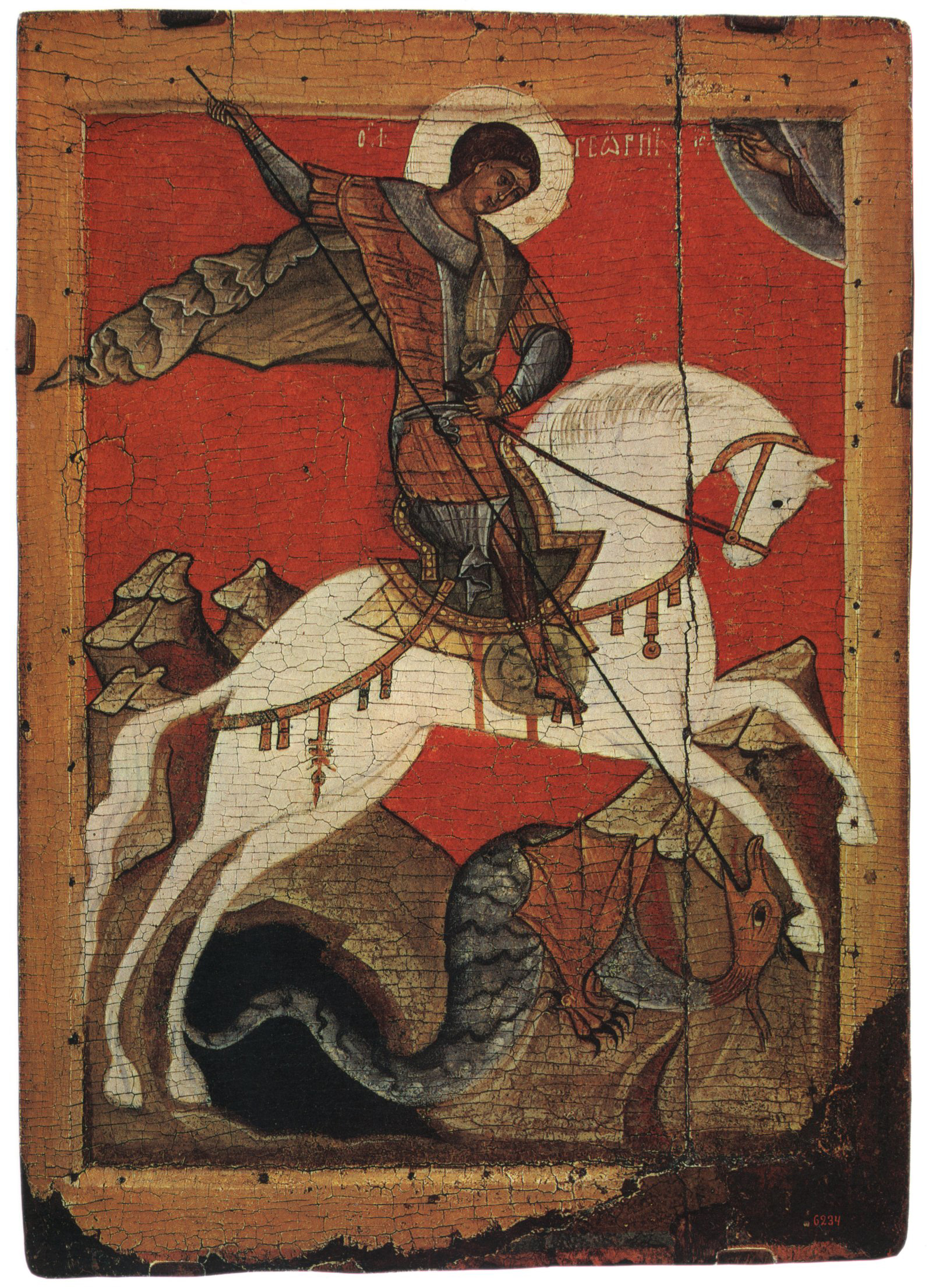
Milagro de Jorge sobre la serpiente. Icono de la escuela de Novgorod. Década de 1390 Madera, témpera. Museo Estatal Ruso, San Petersburgo

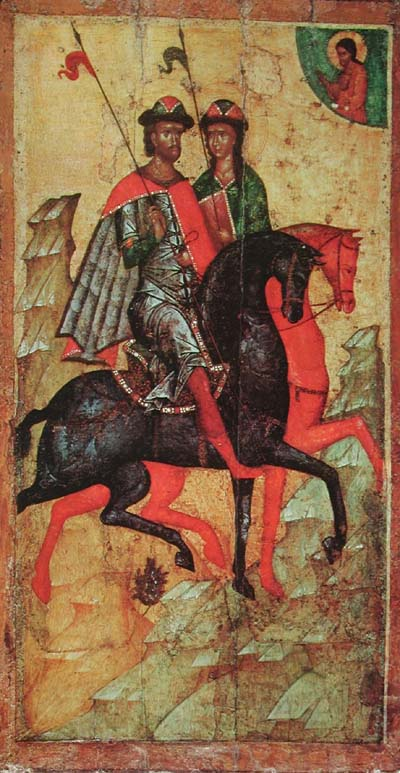
Los príncipes Boris y Gleb a caballo. Mitad del. Madera, témpera. Galería Tretiakov, Moscú

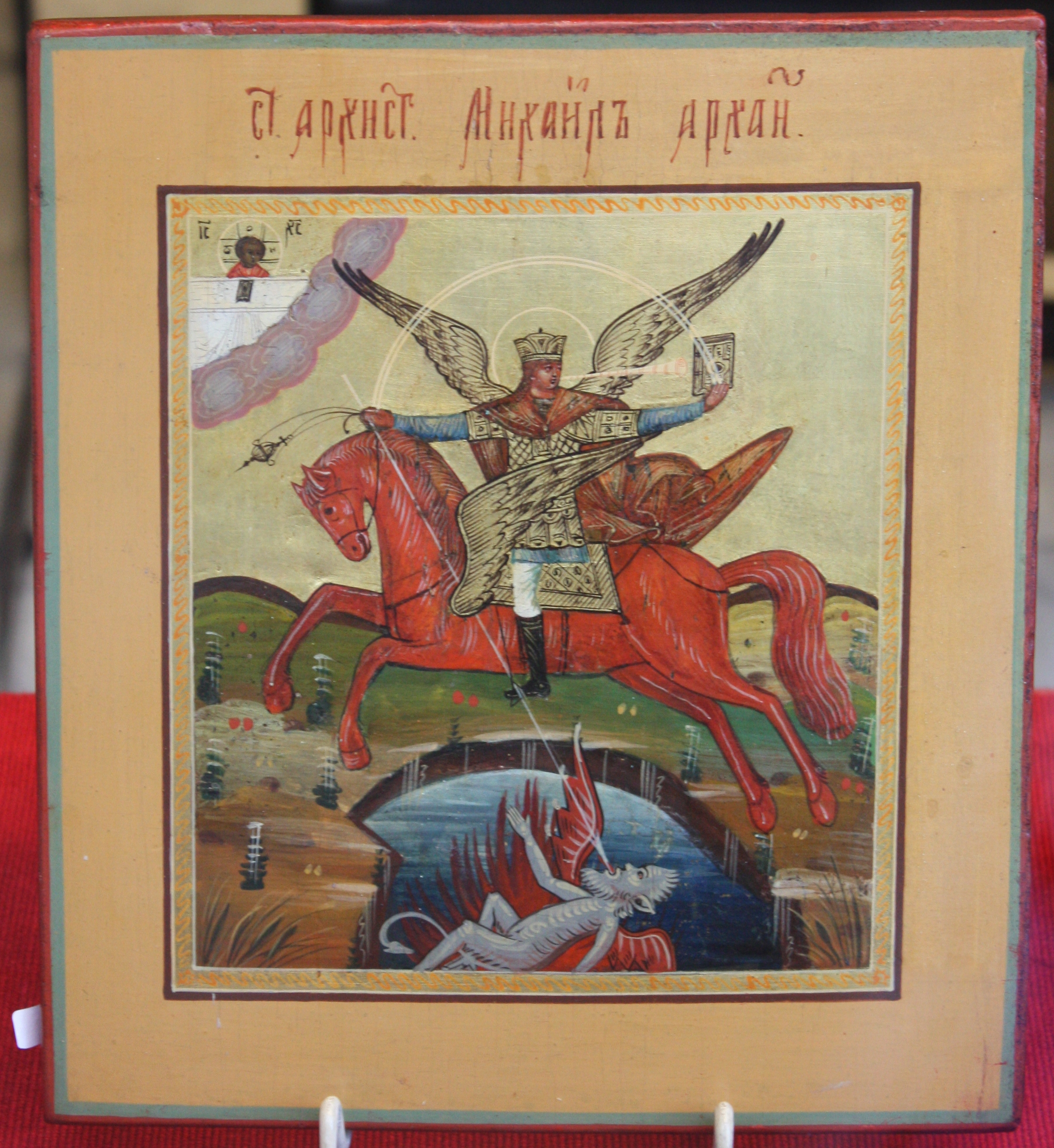
Milagro del Arcángel Miguel. Madera, témpera. Museo de Historia de la Ciudad de Viena, Austria

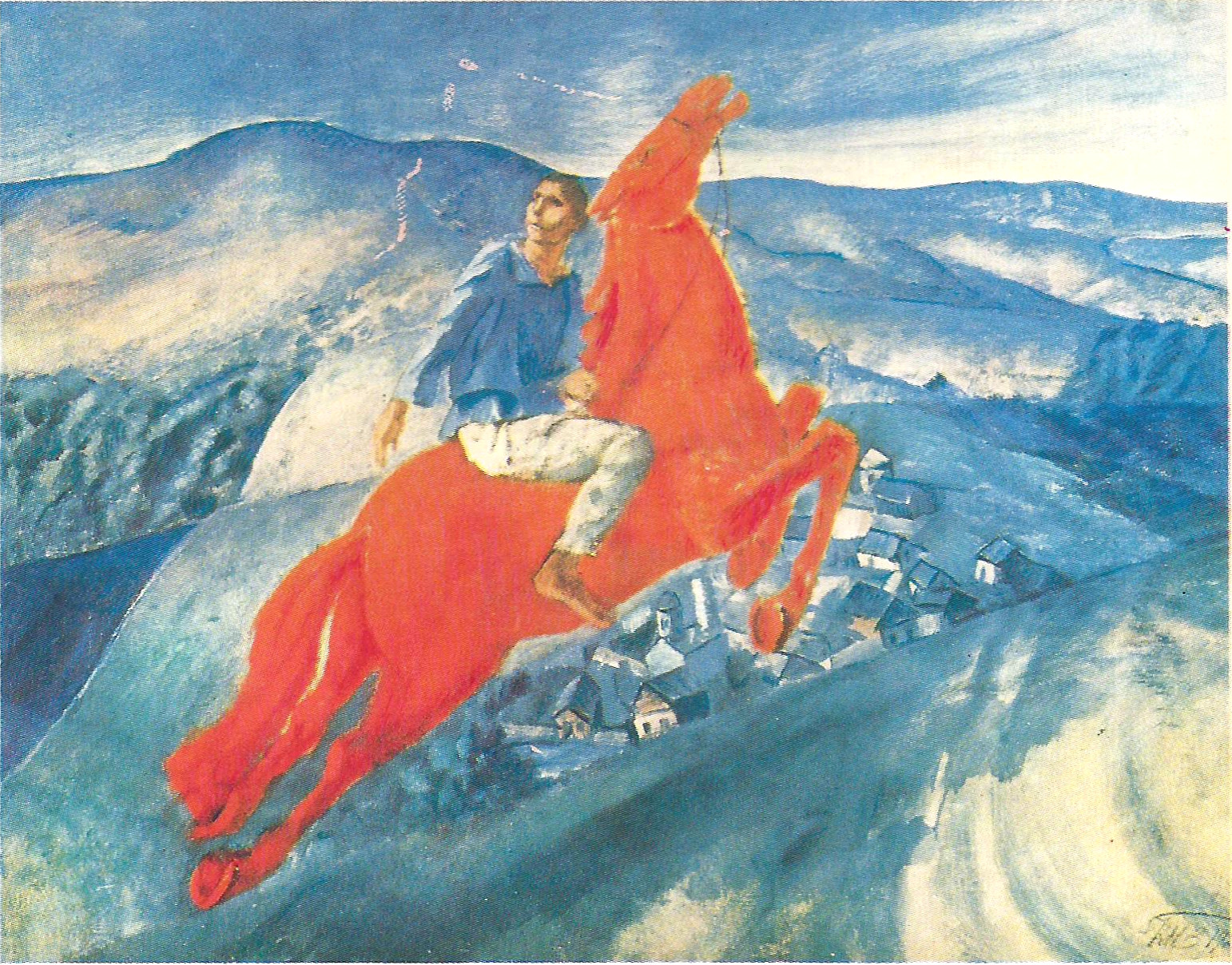
K. Petrov-Vodkin. Fantasía. 1925. Lienzo, óleo. Museo Estatal Ruso, San Petersburgo

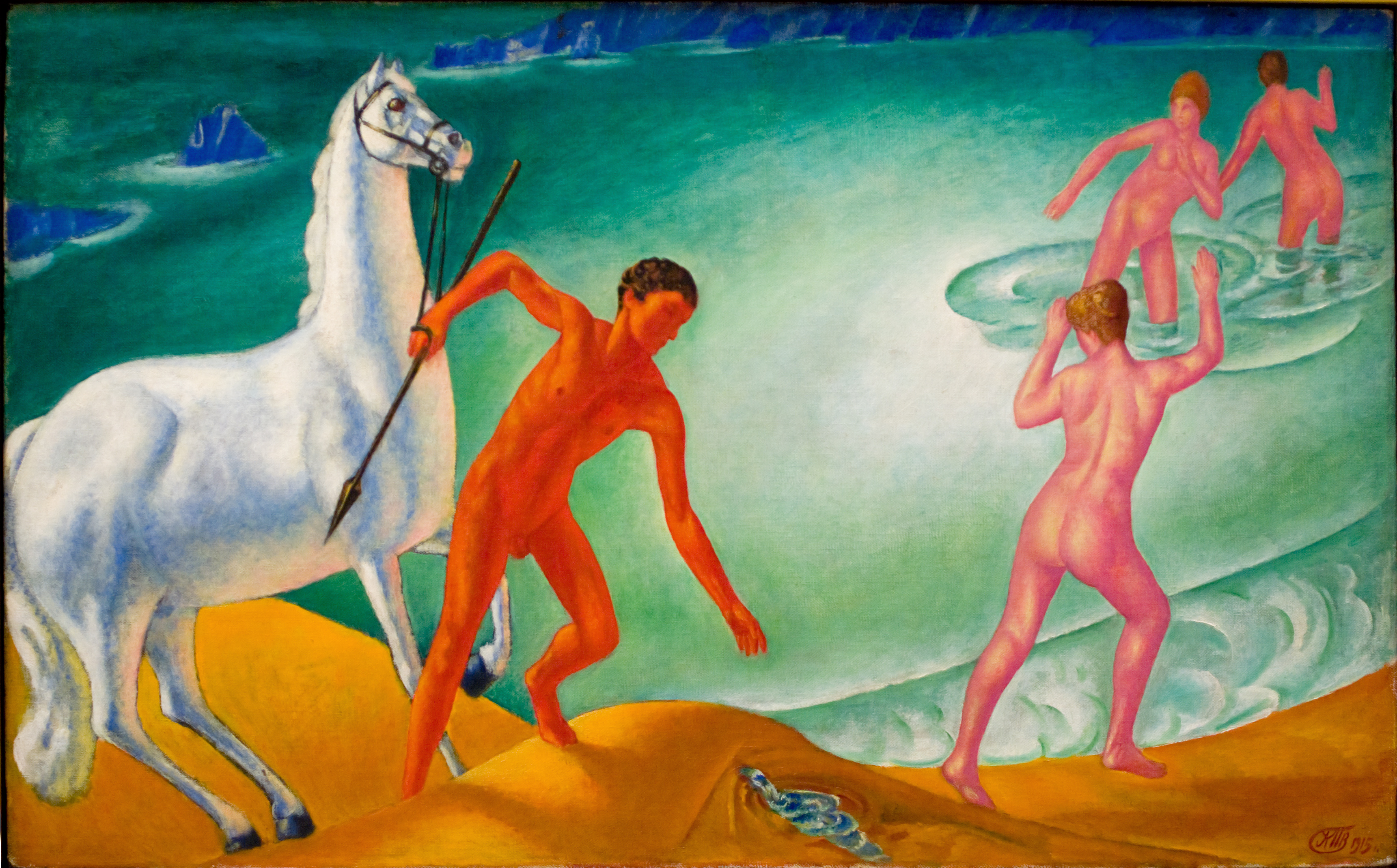
K. Petrov-Vodkin. Guerrero sediento. 1915. Lienzo, óleo. Museo Estatal Ruso, San Petersburgo

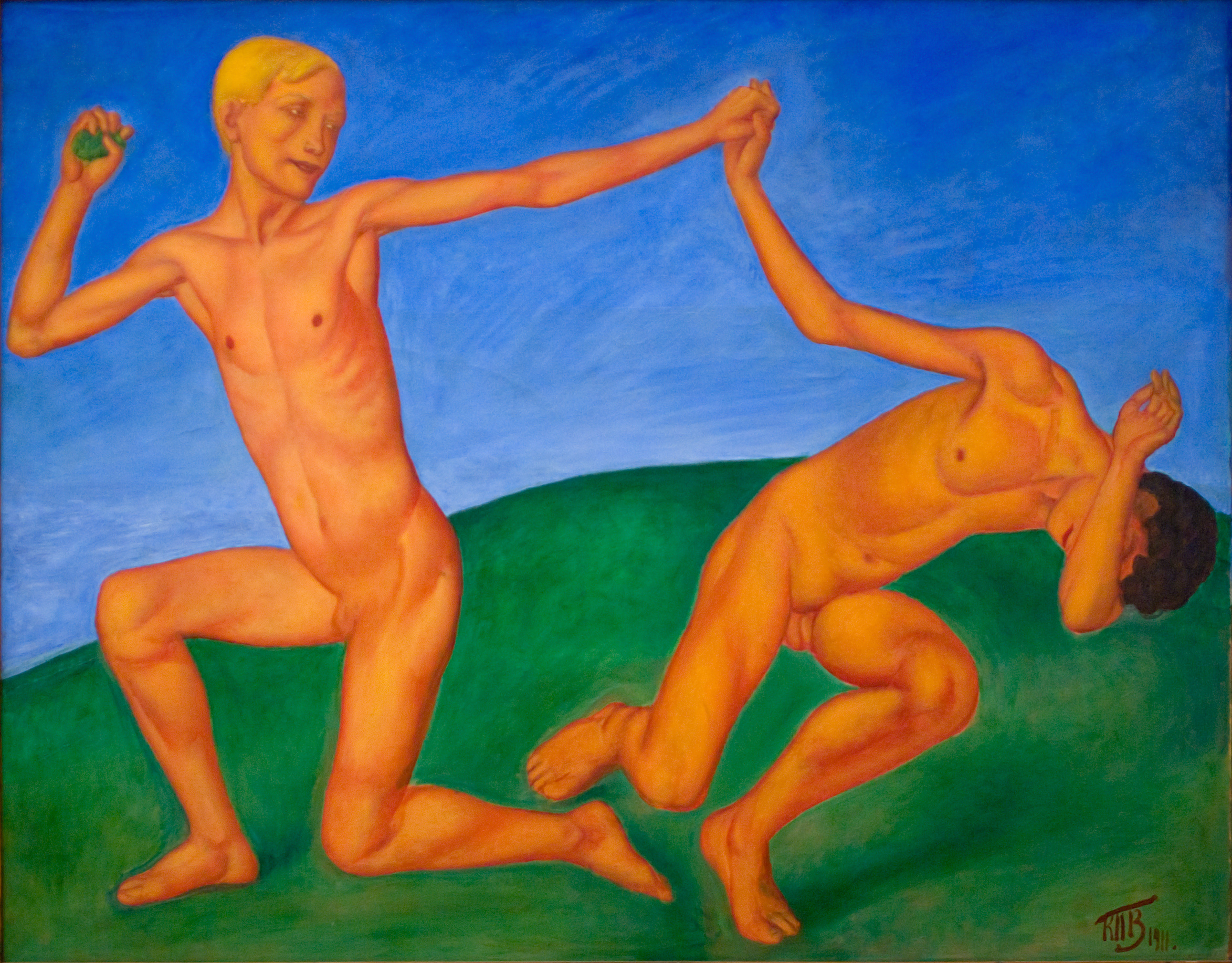
K. Petrov-Vodkin. Niños. 1911. Lienzo, óleo. Museo Estatal Ruso, San Petersburgo

### Antecedentes
K. S. Petrov-Vodkin en su obra se esforzó por crear una «nueva imagen pictórica y filosófica del mundo», desarrolló su propia teoría de la «forma plástica». En 1916, el artista estudió los frescos del maestro Dionisio en la pintura de la Catedral de la Natividad del Monasterio Ferapontov en la óblast de Vólogda en norte de Rusia. En 1920, Petrov-Vodkin hizo un viaje a Veliki Nóvgorod, examinó las pinturas de los siglos XIV-XV, incluidos los frescos de Teófano el Griego en la Iglesia de la Transfiguración en la calle Ilyin (1378). Dio conferencias sobre arte. En 1919–1924, el artista fue uno de los miembros fundadores de la Asociación Filosófica Libre (en ruso: Вольфила, romanizado: Volfíla). Entre sus organizadores se encontraban R.V. Ivanov-Razumnik, Andréi Bely, Aleksandr Blok, Vsévolod Meyerhold, N. N. Punin. Los miembros de la asociación propusieron llevar a cabo la transformación espiritual de una persona no sólo a través de la autoprofundización interna, sino también a través del «fuego purificador de la Revolución». Quizás esto se deba a la predilección del pintor por el color rojo, simbolismo del «fuego revolucionario».
El romance de los primeros años de la revolución se combinó intrincadamente en su obra con el idealismo del pensamiento artístico. Petrov-Vodkin supo encontrar formas originales de interpretar simbólicamente el espacio pictórico, de ahí su teoría de la perspectiva esférica y la interacción de tres colores primarios: rojo, azul y amarillo como expresión de «categorías filosóficas de existencia». Petrov-Vodkin consideraba que la perspectiva esférica era un reflejo de «un cosmos entero» y la asociaba con la «construcción de la forma con color» según el método de Paul Cézanne. En lugar del término «construcción», el artista utilizó la definición «entidad no objetiva en forma de color». Sin embargo, sus obras, con su indudable innovación, se mantienen en la línea de la tradición clásica. En el período 1919-1921, Petrov-Vodkin dio numerosas conferencias y artículos teóricos sobre arte. Su contenido muestra la influencia de las ideas de Nikolái Roerich, físico Konstantín Tsiolkovski, «cosmismo» del filósofo Nikolái Fiódorov, naturalista Vladímir Vernadski. En 1920, en una reunión de Volfila, K. S. Petrov-Vodkin leyó un informe «La ciencia de la vista» sobre «la percepción correcta del mundo circundante y la forma creada por el color». En el cuadro «Bañando al caballo rojo», es evidente un replanteamiento de los principios clásicos de la construcción de formas, «construir una forma con color». Petrov-Vodkin combinó en esta imagen «los últimos logros del postimpresionismo francés, la plasticidad cromática de Gauguin y Matisse con el simbolismo del Art Nouveau europeo, las tradiciones de la pintura de iconos y frescos bizantinos y rusos antiguos... En este Petrov- Vodkin es ciertamente un clásico, en otros es un modernista».
En la pintura «El baño del caballo rojo», inesperadamente, un episodio de la vida de los criadores de caballos se convirtió en un símbolo de toda una era de la historia rusa. «La imaginería de la pintura no consiste en citar atributos simbólicos, sino en el poderoso sonido del color rojo, una reminiscencia de los antiguos frescos rusos de Andréi Rubliov y Dionisio el Sabio, así como el ritmo de los relieves del friso del Partenón del Acrópolis de Atenas, el resplandor de los mosaicos bizantinos, el plasticismo de P. Gauguin y A. Matisse». En 1914, cuando estalló la Primera Guerra Mundial, muchos vieron en el cuadro de Petrov-Vodkin «el simbolismo de la nacionalidad rusa, el rostro original de Rusia». El propio artista exclamó: «¡Por eso pinté “El caballo rojo”!».
Los investigadores observan analogías entre el trabajo de Petrov-Vodkin y los trabajos del «metafísicos» italiano J. de Chirico, C. Carrá, J. Morandi y llaman al pintor ruso «un metafísico realista profundo que construye su sistema artístico sobre un complejo equilibrio de rasgos estilísticos». Por tanto, la obra de Petrov-Vodkin «puede compararse con un espejo en el que Occidente reconoce a Oriente en sí mismo y Oriente reconoce a Occidente».

### Composición y simbolismo del cuadro
El lienzo grande, casi cuadrado, representa un lago de fríos tonos azules, que sirve de telón de fondo para el caballo y el jinete. La figura del semental rojo ocupa casi por completo el primer plano del cuadro. Es tan grande que parte de la imagen queda cortada por el marco. El rico color escarlata parece aún más brillante en comparación con el color frío del paisaje y el cuerpo ligero del niño. Desde el pie de un caballo que entra al agua, se dispersan ondas de un tono verde, en comparación con el resto de la superficie del lago. Todo el lienzo es una excelente ilustración de la perspectiva esférica favorita de Petrov-Vodkin. En total, la pintura representa tres caballos y tres niños: uno en primer plano, montado en un caballo rojo, y los otros dos detrás. Uno conduce un caballo blanco, el otro, mostrado de espaldas, montado en un caballo naranja, en el fondo de la imagen enfatiza la esfericidad del embalse. Los tres grupos están conectados por un único movimiento plástico. Se supone que el caballo fue originalmente pintado como un bayo y que el maestro cambió su color después de familiarizarse con el antiguo arte ruso de la escuela de Nóvgorod, cuyos pintores de iconos valoraban especialmente el cinabrio escarlata brillante. Es de destacar que la primera exposición de iconos rusos antiguos de la colección de los hermanos Sergei y Stepán Ryabushinski tuvo lugar en Moscú un año después de la creación de la pintura, en 1913. Sin embargo, Petrov-Vodkin tuvo la oportunidad de familiarizarse con los iconos de Novgorod antes, en la colección de Ilia Ostroujov. Desde el principio, la imagen provocó numerosas disputas, en las que invariablemente se mencionaba que tales caballos no existen. Sin embargo, el artista afirmó que adoptó este color de los antiguos pintores de iconos rusos: por ejemplo, en el icono «El milagro del Arcángel Miguel», el caballo está representado completamente rojo. Como en los iconos, en esta imagen no hay mezcla de colores, los colores contrastan y parecen chocar en una confrontación de « colores complementarios».

#### Modelos
Petrov-Vodkin basó el caballo en un semental real llamado Boy, que vivía en una granja.
Para crear la imagen de un joven sentado sobre un caballo, a juzgar por la correspondencia, el artista utilizó los rasgos de su amado primo Shura (Alexander Ivanovich Trofimov).

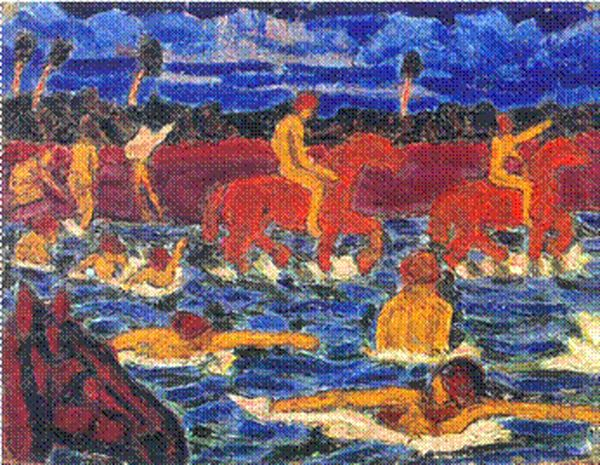
Serguéi Kalmykov «Caballos Rojos», San Petersburgo, 1911. Museo Estatal de Artes de Kazajstán que lleva el nombre de A. Kasteev.

Al mismo tiempo, Serguéi Kalmykov, alumno de Petrov-Vodkin, afirmó que él era el modelo: «Para información de los futuros compiladores de mi monografía. Nuestro querido Kuzma Sergeevich me retrató sobre un caballo rojo. ... En la imagen de un joven lánguido en esta pancarta estoy representado en persona». Desde 1910, Kalmykov estudió con K. S. Petrov-Vodkin. En 1911 pintó un cuadro de caballos rojos bañándose en agua; es posible que fue este trabajo de estudiante el que inspiró a Petrov-Vodkin a crear su propio trabajo sobre el mismo tema.

## Percepción contemporánea
К. С. Petrov-Vodkin logró en este cuadro una síntesis del pasado y el presente, señalando el camino hacia el futuro. Paolo Uccello y la pintura de iconos de Nóvgorod, es decir, las líneas clásicas europeas y clásicas rusas, se fundieron en un todo inseparable, sometido al arreglo de Matisse y convertido en una declaración inusualmente expresiva, en la que no se anatematiza el pasado, pero al mismo tiempo son perceptibles las notas de la profecía. . se trata de una obra en la que el aliento de las extensiones rusas rima con el azul de la Toscana, donde la auténtica imagen rusa se combina sin dolor con la idealidad clásica, donde hay la expresividad de la vanguardia y la profundidad del tradicionalismo. Los guardianes del estilo lo llamarán eclecticismo, pero se puede hablar de una nueva unidad <...> La obra de Petrov-Vodkin dejó de ser un cuadro para convertirse en un símbolo, una epifanía, un manifiesto. En cierto modo, su impacto no es menos fuerte que el de «Cuadrado negro» de Kazimir Malévich, y si <...> puede ser algo que se oponga a la falta de objeto, sólo Petrov-Vodkin
Arkadi Ippolítov

El historiador del arte y escritor Erich Hollerbach recordó al artista con mucha ironía: «Le encantaba transmitir y enseñar, le encantaba filosofar y lo hacía “a la manera rusa”, es decir, de manera inepta y estúpida, descubriendo Américas y luchando contra los molinos de viento. Pero en la verbosidad apresurada e incoherente del artista, siempre hubo preciosos granos de sabiduría que brillaban».
La pintura y su tema han sido objeto de numerosas interpretaciones a lo largo de los años. Lectura básica: el caballo rojo actúa como el Destino de Rusia, liderado por un joven valiente. Según otra versión, el Caballo Rojo es la propia Rusia, identificada con la «yegua esteparia» de Blok. En este caso, no se puede dejar de notar el don profético del artista, que simbólicamente predijo con su pintura el destino «rojo» de Rusia en el siglo XX. En 1918–1933, cuando K. S. Petrov-Vodkin enseñó, primero en los Talleres Educativos de Arte Libre del Estado de Petrogrado, luego en el Instituto de Pintura, Escultura y Arquitectura de Leningrado (hoy Iliá Repin Academia de las Artes de San Petersburgo), se celebró una exposición. En las instalaciones del instituto muestras de ejercicios «en tres colores» según el sistema de pintura Petrov-Vodkin. Esto provocó la indignación de N.E. Radlova y O.E. Braz, profesores muy progresistas, que, sin embargo, consideraban que este tipo de teorías «paralizan a los estudiantes». El filósofo N. O. Lossky llamó «realismo ideal» al arte de Petrov-Vodkin y, sobre todo, a su Caballo Rojo. Resumiendo sus teorías, el artista abogó por «una profundidad especial, una plenitud de color» y una «esencia color-forma no objetiva», que, en su opinión, es «el primer elemento del arte», proporcionando «una reflexión sobre la impresión» (en contraste con el naturalismo superficial o el impresionismo).

## El destino de la pintura
El destino de la imagen fue extraordinario. La pintura se mostró por primera vez en la exposición “World of Art” en 1912 y fue un éxito sorprendente. En 1914, el cuadro «El baño del caballo rojo» se presentó en la «Exposición del Báltico» en la ciudad de Malmo (Suecia). Por su participación en esta exposición, Petrov-Vodkin recibió una medalla y un certificado de honor del rey de Suecia Gustav V.
El estallido de la Primera Guerra Mundial, la revolución y la guerra civil hicieron que el cuadro permaneciera en Suecia durante mucho tiempo. Al final de la Segunda Guerra Mundial y después de largas negociaciones, finalmente, en 1950, las obras de Petrov-Vodkin, incluido el cuadro «Bañando al caballo rojo», fueron devueltas a su tierra natal, a la familia del artista, con la ayuda de Boris Ókunev. Maria Petrova-Vodkina, la viuda del artista, en agradecimiento le ofreció a Ókunev elegir entre ella o «Nuestra Señora de la Ternura de los Corazones Malignos», y el coleccionista eligió deliberadamente la segunda, más pequeña (al final, la pintura terminó en el Museo Ruso en San Petersburgo). En un momento, le ofrecieron (según él) al famoso mecánico Valentin Novozhilov comprar la pintura por 500 rublos. Lo que le impidió comprarlo no fueron los fondos limitados, sino la falta de espacio para el cuadro. Luego, el lienzo casi terminó en la colección del historiador Segismundo Valk, pero él cedió y el cuadro fue comprado por Kazimira Basevich, quien en 1961 lo donó a la Galería Tretiakov.